# Alba Posse

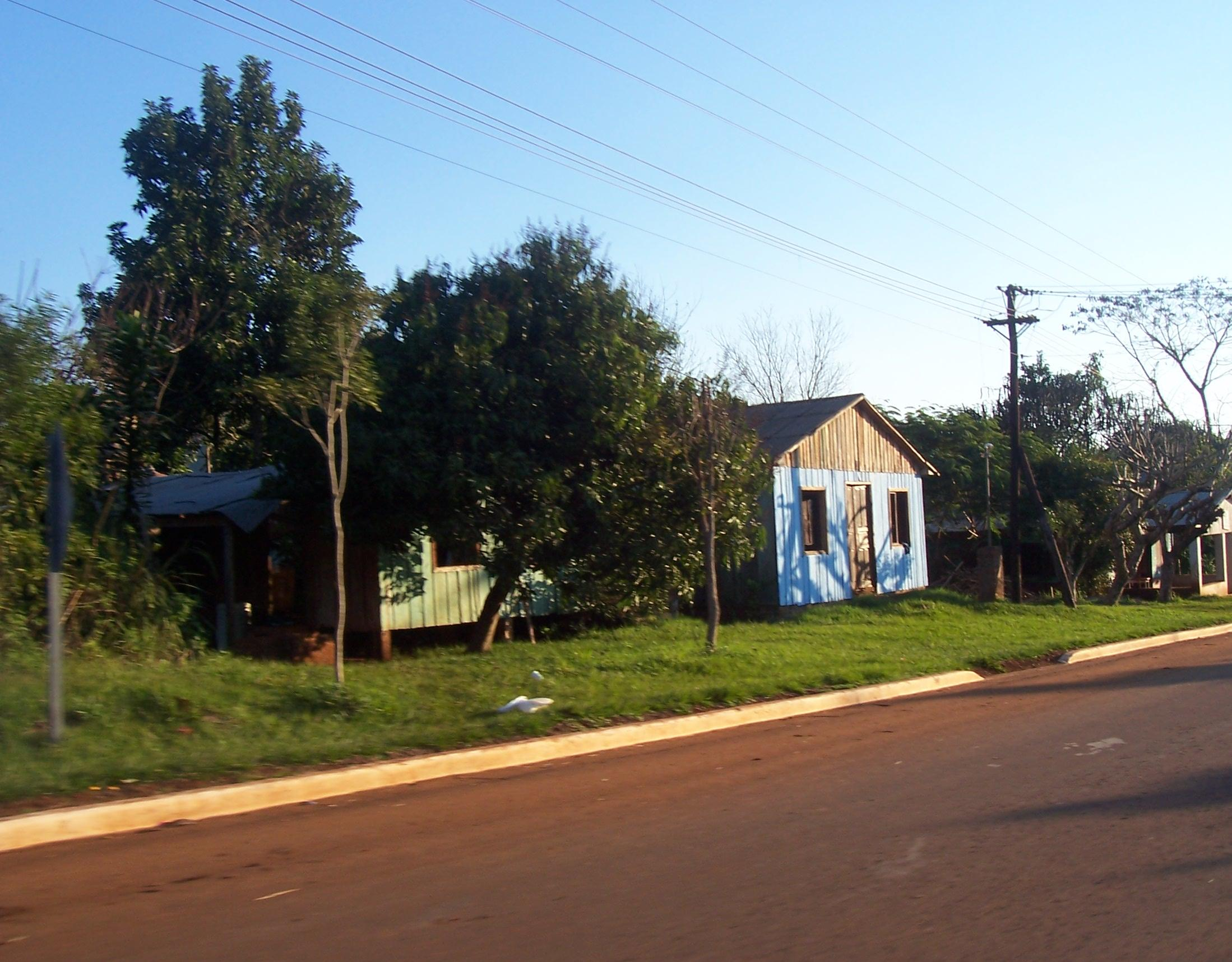
Alba Posse.

Alba Posse é uma cidade argentina, capital do departamento de Veinticinco de Mayo na província de Misiones.